# Çanakdüzü, Tatvan
Çanakdüzü là một xã thuộc huyện Tatvan, tỉnh Bitlis, Thổ Nhĩ Kỳ. Dân số thời điểm năm 2011 là 719 người.